# 北港線

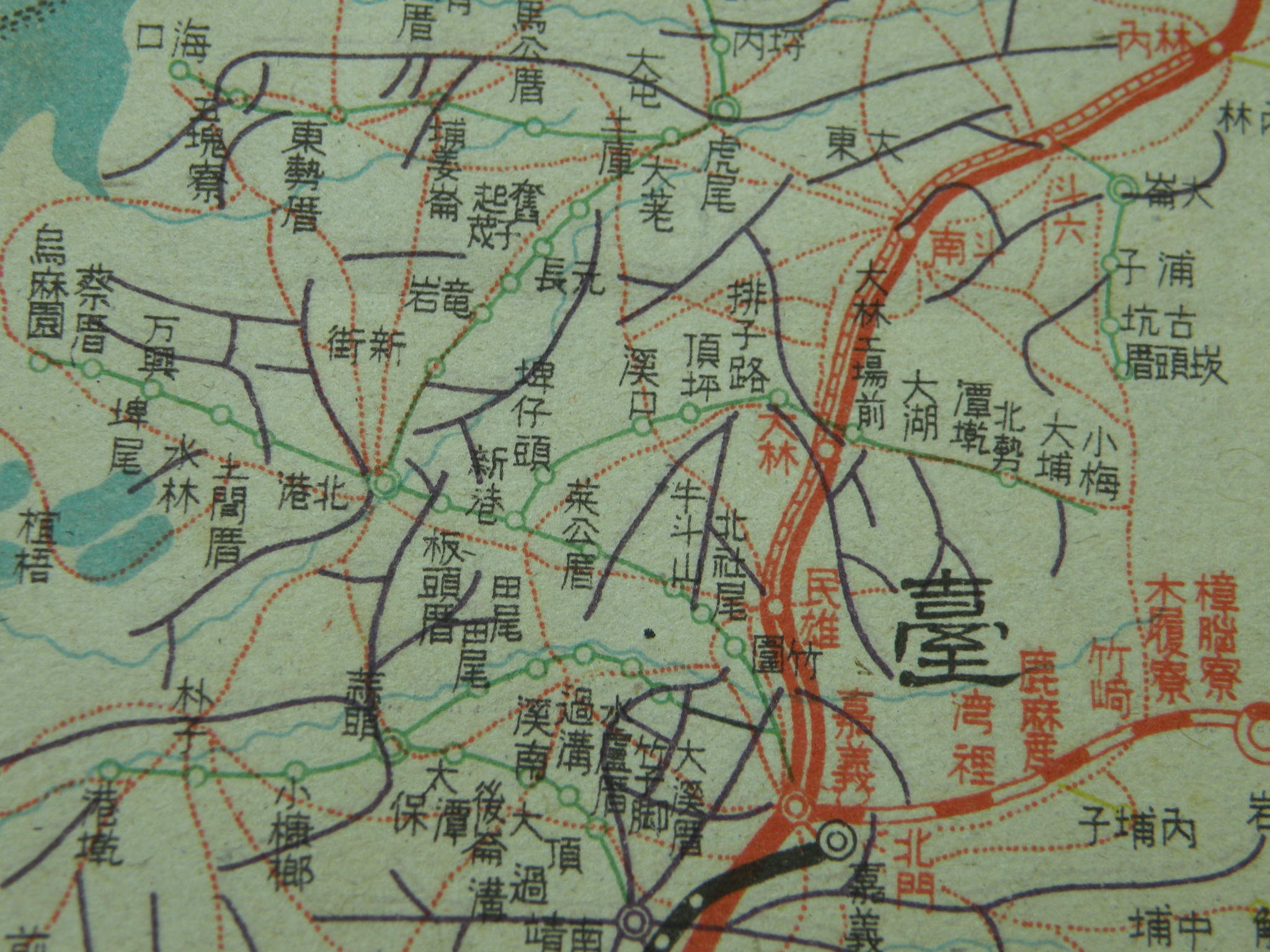
1941年の嘉義・虎尾・北港付近鉄道路線図

北港線（ほっこうせん）は、台湾嘉義市西区の嘉義駅から雲林県北港鎮の北港駅を経由して雲林県虎尾鎮の虎尾駅を結んでいた台湾糖業公司虎尾糖廠及び北港糖廠が経営していた軽便鉄道である。本路線は台湾糖業鉄道で最も業績が良く、嘉義 - 北港間は最後まで営業を行っていた。

## 概要
定期営業線としての北港線は、その他の糖業鉄道と同様に事実上数個の路線が加わって形成されていた。その中の嘉義 - 北港間は嘉義線、虎尾 - 北港間は北港線と称した。官方資料及び時刻表では両者を合わせて北港線としており、かつて嘉義～虎尾間の直通列車も存在した。

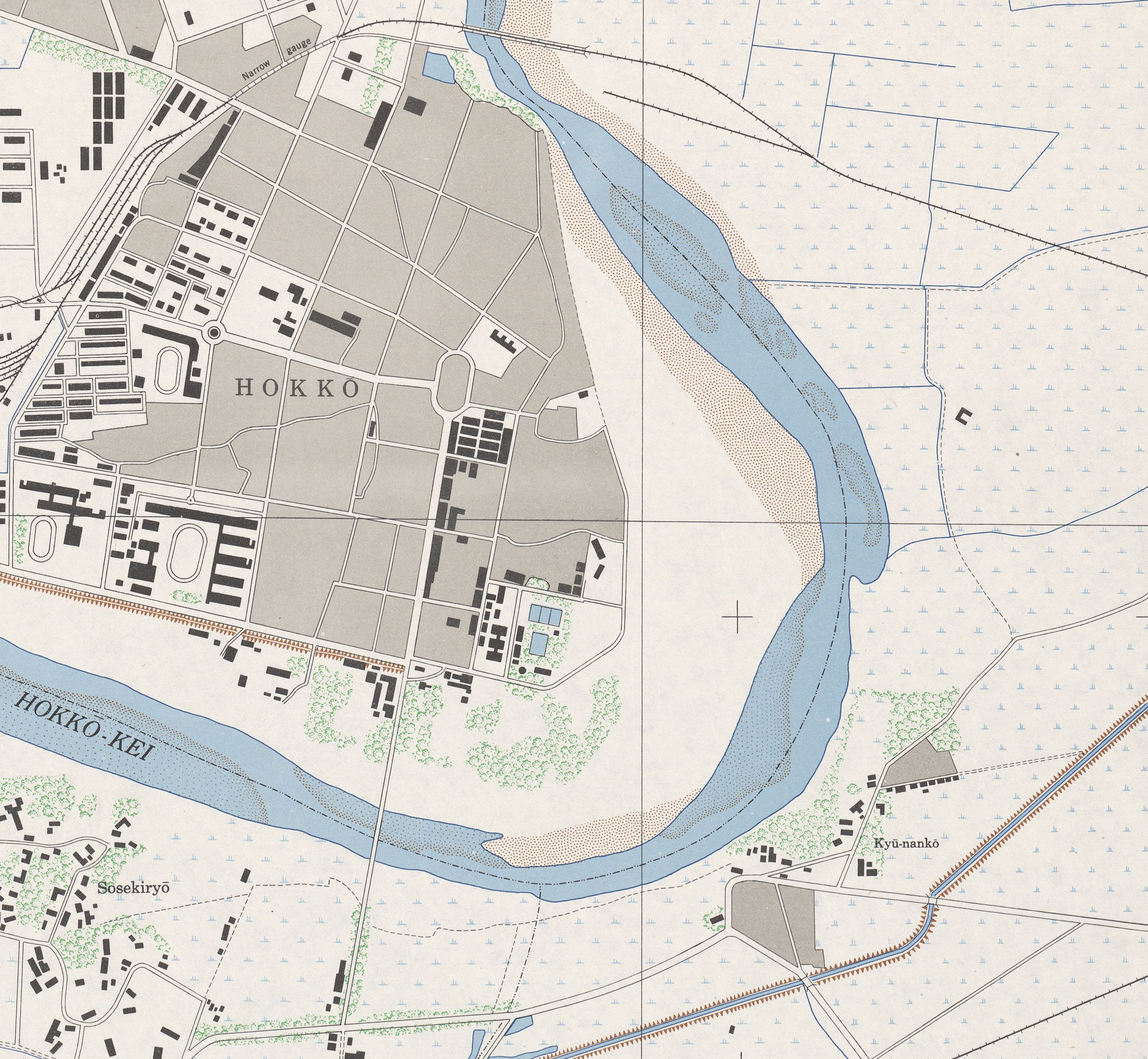
戦時の北港地図。北港渓橋、北港駅が見える、右下に原料線崙仔線がある。

この両路線は日本統治時代の1911年（明治44年）に開通した。当時、大日本製糖は五間厝（後に虎尾と改称） - 北港間を開通させ、東洋製糖は北港 - 嘉義間を開通させた。但し、二つの製糖会社は別会社だったので、各々が北港に駅を設けて路線は接続していなかった。1927年（昭和2年）に東洋製糖が大日本製糖に合併され、それ以降路線が整備されて北港駅も一つになった。1942年（昭和17年）、北港＝湾仔内間の北港渓鉄橋は水害により損傷、直後に通りかかった列車とともに崩落し十余名が死亡する大惨事となった。そのあと、仮北港臨時乗降場（戦後は南北港に改称）を開業し、ターミナル駅となった。
1945年、戦後に（台湾にあった）日本の（製糖）資産は台湾糖業に接収された。1951年、北港渓橋（現・復興鉄橋）復旧。台湾糖業は元あった路線を継承して、嘉義 - 虎尾間の直通列車を運行した。当時北港への媽祖参拝が熱烈だったので、糖業鉄道で珍しい対号列車を運行した。この列車は途中新港駅のみに停車した。
1960年代の全盛期には北港 - 嘉義間で毎日五、六千人の乗客があり、1日に22往復（祭り日32往復）の列車を運行した。但し道路交通が発達した後は（旅客が減少して）1972年に虎尾 - 北港間の旅客輸送を停止し、1980年には北港 - 嘉義間は僅か1日3往復であった。1982年には全線の旅客輸送が終了し、ここに糖業鉄道の定期営業線は歴史の仲間入りをした。

## 路線データ
- 経営管轄：台湾糖業股份有限公司

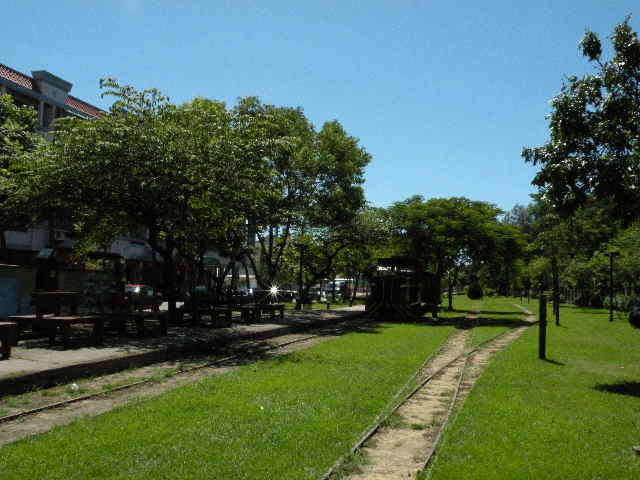
新港駅跡（鉄道公園）

- 路線距離（営業キロ）嘉義 - 虎尾間：45.5km（嘉義 - 北港間：18.8km）
- 軌間：762mm
- 駅数：25駅（起・終点駅含む）
- 複線区間：無し（全線単線）
- 電化区間：無し（全線非電化）

## 歴史
- 1911年（明治44年）5月28日 - 大日本製糖が五間厝 - 北港間を開通させ旅客輸送を開始した。
- 1911年（明治44年）8月30日 台湾で2番目の糖業鉄道として、東洋製糖により嘉義 - 北港間が開通して旅客輸送を開始した。
- 1920年（大正9年） - 行政区分の変更により、嘉義庁土庫支庁大墩仔区大坵田堡五間厝庄が台南州虎尾郡虎尾庄大字虎尾となり、駅名もそれに合わせて五間厝から虎尾へと改名した。新港も新巷に改称。
- 1927年（昭和2年）7月 - 大日本製糖は東洋製糖を合併した。
- 1942年（昭和17年） - 北港渓橋崩落、仮北港臨時乗降場開業。
- 1943年（昭和18年） - 大日本製糖は大日本製糖興業株式会社と改名した。
- 1945年 - 第二次世界大戦の終結に伴い明治と大日本製糖は資産の全てを没収され、台湾糖業に接収された。
- 年月日不詳 - 仮北港を南北港、新巷を新港に改称。
- 1951年 - 北港渓橋復旧。
- 年月日不詳 - 元日糖嘉義駅は元明糖嘉義駅（今は台鉄嘉義駅の後站の位置）に統合。
- 1972年 - 虎尾 - 北港間の旅客営業が終了し、嘉義 - 北港間のみとなった。
- 1982年8月17日 - 全線で旅客輸送を終了した。

## 保存状況

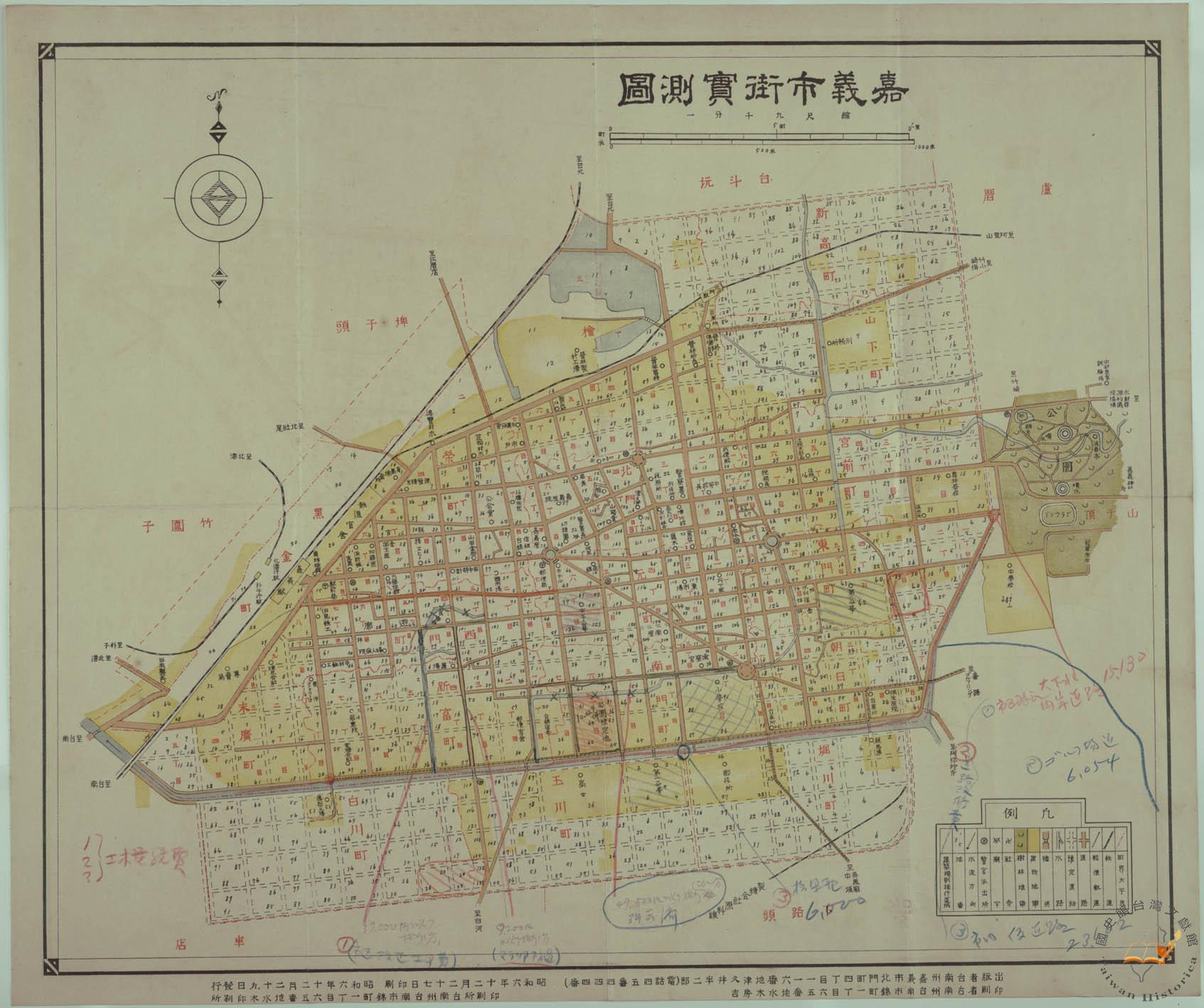
嘉義市街実測面図（昭和7年）、製糖鉄道の『朴子行駅』と『北港行駅』が見える

- 嘉義市街の区間は皆撤去されているが、新港 - 復興鉄橋間は完全に残されている。
- 新港駅の跡は鉄道公園となり、ホームが残っている。
- 板頭厝駅は観光用に元の形に再建された。灣仔内駅の有った場所には記念のあずまやが建てられた。
- 灣仔内 - 南北港間の北港渓に架かる復興鉄橋は残っており、観光用となっている。
- 北港鎮内の線路は皆撤去されており、駅も道路の拡張で大半は撤去されている。

## その他
- 糖業鉄道の嘉義駅は台鉄嘉義駅の後駅の位置（縦貫線の西側）に在った。現地には台湾語で「北港車頭」（pak-káng chhia-thâu、北港駅の意味）という地名が残っており、これは北港方面の便が発着するためこの名前が付けられている。[5]
- 嘉義 - 北港間の嘉義線は紀行作家宮脇俊三唯一完乗だった台湾糖業の路線である。当時（1980年6月4日の廃線前）は1日3往復だった。（嘉義発は6時40分、12時50分、17時05分。北港発は6時15分、12時25分、16時45分）[4]

## 駅一覧
嘉義 - 竹圍 - 北社尾(現在の嘉義BRT世賢八德駅) - 溪底寮 - 牛斗山 - 三間厝 - 中洋 - 新港 - 板頭厝 - 湾仔内 - 北港 - 船頭埔 - 新街 - 草湖里 - 龍岩 - 元長 - 子茂 - 埤脚 - 奮起 - 興新 - 土庫 - 大荖 - 大屯 - 虎尾

## 接続路線
- 嘉義駅：縦貫線、朴子線、阿里山線
- 新港駅：新港線
- 北港駅：口湖線
- 虎尾駅：雲虎線、龍岩線、西螺線、崙背線、莿桐線